# Roberto Aguire
Roberto Aguire (9 de junio de 1988) es un actor y productor suizo nacido en México. Su primer gran papel en el cine fue en la película de 2012 Struck by Lightning, en el que interpretó al personaje de Emilio. En 2014 actuó junto a Robin Williams como un problemático chico de la calle llamado Leo en la película Boulevard.

## Vida personal
Aguire nació en la Ciudad de México de padres mexicanos y fue después criado en Suiza antes de ir a estudiar al Tish School of the Arts de la Universidad de Nueva York. A partir de 2013, reside en Los Ángeles. Ha tenido anteriormente una relación con Emma Watson.

## Filmografía

### Películas
| Año  | Título                               | Papel      | Notas        |
| ---- | ------------------------------------ | ---------- | ------------ |
| 2011 | Sand Sharks                          | Rex        | Secundario   |
| 2012 | Struck by Lightning                  | Emilio     | Secundario   |
| 2013 | After Darkness                       | Fred Beaty | Protagonista |
| 2013 | Redemption                           | Cop        | Secundario   |
| 2014 | Boulevard                            | Leo        | Secundario   |
| 2015 | The Morning After                    | Diego      | Secundario   |
| 2018 | Mirreyes contra godinez              | Pablo      | Secundario   |
| 2022 | Mirreyes contra Godínez 2: El retiro | Ricardo    | Secundario   |

### Series de televisión
| Año         | Título              | Papel       | Notas          |
| ----------- | ------------------- | ----------- | -------------- |
| 2014 – 2015 | NCIS: New Orleans   | Orion       | 2 episodios    |
| 2016        | Pretty Little Liars | Liam Greene | Elenco regular |